# 618
El 618 (DCXVIII) fou un any comú començat en diumenge del calendari julià.

## Esdeveniments
- Els àvars saquegen Belgrad i posen setge a Tessalònica.[1]
- Xina: Com a conseqüència d'una rebel·lió, s'acaba la dinastia Sui i comença la nova dinastia Tang.
- Kanat dels Turcs Occidentals: T'ong Che-hu esdevé kan, succeint al seu germà Che-kuei.
- Daguestan: Ziebil es proclama kan dels khàzars.

## Necrològiques
- 8 de novembre - Roma: Sant Deodat I, papa.
- 3 de juny - Glendalough (Irlanda): Sant Kevin, abat.
- Kanat dels Turcs Occidentals: Che-kuei, kan.
- Xina: Tchu-lo, pretendent al Kanat dels Turcs Occidentals.